# Trois-Rives
Trois-Rives est une municipalité comportant 675 km2, située dans la municipalité régionale de comté de Mékinac et dans la région administrative de la Mauricie, en la province de Québec, au Canada. Bornée à l'ouest par la rivière Saint-Maurice, la municipalité est composée de cinq petits hameaux: Saint-Joseph-de-Mékinac, Rivière-Matawin (Hameau), Olscamps, Grande-Anse et une partie de Rivière-aux-Rats. Le territoire inclut aussi vers l'Est les secteurs des lacs Mékinac (en partie), du Missionnaire (en partie), aux Loutres et Dumont.
L'économie du territoire est surtout basé sur la foresterie, l'agriculture et les activités récréo-touristiques.

## Toponymie
Le nom de la municipalité fait référence aux trois rivières qui la baignent, la Matawin, le Saint-Maurice et la Mékinac.

## Histoire
En 1972, la municipalité a été constituée et désignée sous le toponyme "Boucher", afin de s'harmoniser au canton géographique de "Boucher", constitué par proclamation le 4 juin 1875 et qui est intégré à ce territoire municipal. Ce toponyme a été choisi en l'honneur de Pierre Boucher, ancien gouverneur français de Trois-Rivières et propriétaire des seigneuries Boucher et Boucherville à la fin du XVIIe siècle. Toutefois, l'incorporation municipale a été officialisée seulement en 1978
En 1993 on inaugure le pont qui traverse la rivière Saint-Maurice, à la hauteur de Matawin, pour donner accès à la zec du Chapeau-de-Paille et à la réserve faunique du Saint-Maurice. Le nouveau pont remplace un traversier.
Le 26 décembre 1998, la municipalité a été rebaptisée "Trois-Rives" afin de mieux représenter le territoire, car il est traversé par trois rivières: la Matawin, la Mékinac, et la Saint-Maurice
Le 28 août 2004, le territoire de Trois-Rives s'est agrandi de 70 km2 en intégrant la partie sud du territoire non-organisé du Lac-Masketsi.

### Chronologie municipale
- 2 septembre 1972 : Constitution de la municipalité de Boucher à partir de territoire non organisé.
- 26 décembre 1998 : Boucher change son nom pour municipalité de Trois-Rives.
- 28 août 2004 : Trois-Rives annexe une partie du territoire non organisé de Lac-Masketsi.

## Géographie
La municipalité compte deux routes principales: la route 155 (Québec) (longeant la rivière Saint-Maurice sur la rive-Est) et la route St-Joseph qui traverse le village de Saint-Joseph-de-Mékinac pour rejoindre l'embouchure de la rivière Mékinac en longeant la rivière Mékinac. Presque toutes les autres routes secondaires longent des rivières (ou des décharges). Généralement, chacune des routes est désignée selon le toponyme du lac de tête qui les alimente:
1. chemin du lac-aux-sleighs (longeant la décharge des lac Grobois, Lemère et aux-sleighs);
2. chemin du Domaine Batchelder;
3. chemin du lac Mékinac (longeant le lac Mékinac, sur la rive Ouest);
4. chemin de la rivière et chemin des Corbeaux (reliant le lac Vincent);
5. chemin du Lac-Dumont (contournant le lac Dumont, par la rive ouest);
6. chemin du Lac du Missionnaire, qui est segmenté en deux; le premier segment dessert la partie nord du lac et le second segment dessert la partie sud du lac, en partant d'Hervey-Jonction;
7. chemin du Lac-aux-Loutres;
8. chemin Lejeune;
9. chemin du Lac-Vlimeux.

## Démographie
| 1991 | 1996 | 2001 | 2006 | 2011 | 2016 | 2021 |
| ---- | ---- | ---- | ---- | ---- | ---- | ---- |
| 516  | 454  | 469  | 411  | 490  | 396  | 432  |

La population saisonnière est en moyenne de 950 personnes, à cause de la villégiature.

## Administration
Trois-Rives a été représenté par un maire depuis 1978. Voici la liste des maires de Trois-Rives.
| # | maire                | prise de fonction | Fin de mandat |
| 1 | Elphège Desrosiers   | 1978              | 1981          |
| 2 | Lucien Mongrain      | 1981              | 2021          |
| 3 | Lise Roy Guillemette | 2021              | Courant       |

Les élections municipales se font en bloc pour le maire et les six conseillers.
| Trois-Rives Maires depuis 2001                                                                                       |                      |                   |          |
| Élection | Maire                | Qualité           | Résultat |
| 2001 | Lucien Mongrain      | Maire depuis 1981 | Voir     |
| 2005 | Lucien Mongrain      | Maire depuis 1981 | Voir     |
| 2009 | Lucien Mongrain      | Maire depuis 1981 | Voir     |
| 2013 | Lucien Mongrain      | Maire depuis 1981 | Voir     |
| 2017 | Lucien Mongrain      | Maire depuis 1981 | Voir     |
| 2021 | Lise Roy Guillemette |                   | Voir     |
| Élection partielle en italique Depuis 2005, les élections sont simultanées dans toutes les municipalités québécoises |                      |                   |          |